# سیارک ۱۴۵۱
سیارک ۱۴۵۱ (به انگلیسی: 1451 Grano، نامگذاری:1938DT) هزار و چهارصد و پنجاه و یکمین سیارک کشف شده‌است که در ۲۲ فوریه ۱۹۳۸ کشف شد.
قدر مطلق سیارک برابر ۱۲٫۶۰ است.